# Stínovlas
Stínovlas (anglicky Shadowfax) je literární postava koně z knihy J. R. R. Tolkiena Pán prstenů. Byl to nejrychlejší kůň v Rohanu, hlavní z Komoňstva, potomek Felarófa, který byl koněm prvního krále Rohanu Eorla Mladého a který rozuměl lidské řeči. Podle pověstí přivedl praotce těchto koní přes moře ze Západu Vala Oromë. Stínovlas nesnesl sedlo ani uzdu a ničeho se nebál. Jediný, kdo jej zkrotil, byl Gandalf Šedý neboli Sýček poté, co byl vykázán z Rohanu s tím, že si na cestu může vybrat kteréhokoliv koně. Od té chvíle na sebe Stínovlas nenechal vsednout nikoho jiného a přicházel k němu na zavolání. Když jej Gandalf po svém vzkříšení poprvé přivolal, Aragorn jej nazval Bílým jezdcem. Když později král Théoden z vděčnosti za své uzdravení vyzval Gandalfa, aby si řekl o jakýkoliv dar, ten si vymínil právě Stínovlase, neboť jeho dosavadní užívání považoval za půjčku.